# Куоккаярви
Ку́оккая́рви (фин. Kuokkajärvi) — озеро в Сортавальском районе, в юго-западной части Республики Карелия.

## Общие сведения
Вдоль северного берега проходит железнодорожная линия Куокканиэми — о. п. 246 км. На берегу озера расположены посёлки: Куокканиэми и Лавиярви.
В южную оконечность озера впадает протока, текущая из озёр Латваярви и Питкяярви.
Сток озера осуществляется через реку Хяркийоки в озеро Лавиярви, и далее через озеро Поляково в Ладожское озеро.
Рыбы: щука, плотва, лещ, налим, окунь, ёрш.
С финского языка название Куоккаярви переводится как «озеро в форме мотыги».
Код объекта в государственном водном реестре — 01040300211102000013124.

## Галерея
- Северный берег